# 小原馨
小原馨（こはら かおる、1925年 - 1954年9月9日）は、日本のヤクザ。小原組初代組長。広島県呉市出身。

## 来歴
少年時代から地元では有名な不良であり、戦争末期の広海軍工廠内で賭場を開帳し、不良工員達のリーダーとなった。1946年8月14日夜、戦後初となる広町盆踊りの会場で土岡組の大西政寛に日本刀で左腕を切り落とされる。同年、小原組を結成。1947年5月22日、兄貴分の桑原秀夫と口論の末、日本刀で斬りつけられる。桑原は小原の配下により刺殺された。小原は仲裁の為に同行していた大西政寛とともに逮捕された。1951年、山村組若頭佐々木哲彦と兄弟盃を交わす。この頃より、小原・山村組連合と土岡組の抗争は激化したが、1952年6月に土岡組組長土岡博が射殺された事で一応は終結した。
1954年9月9日の朝、広島県呉市阿賀町延崎の理髪店で散髪中に元土岡組組員で波谷守之の舎弟松本年春に至近距離からコルトの45口径自動拳銃で、頭に1弾、右胸に2弾、肩に1弾を撃たれて即死した。小原組と土岡組の間には、長年の確執があっただけでなく、松本は、同年8月15日に、住吉神社（阿賀町）の境内で小原組組員、平尾一三と口論になった際、平尾を刺したため、小原組から狙われていた。凶器に使われた銃は、小原と敵対関係にあった元山村組今田泰磨から、小原殺害を依頼された際に渡された物であった。

## 映画
深作欣二監督『仁義なき戦い』（1973年、東映）、上田透のモデルは小原馨。上田透役は、伊吹吾郎